# Abhinavagupta
Abhinavagupta, född omkring år 960 i Kashmir, död omkring år 1030, var en indisk filosof.
Abhinavagupta vidareutvecklade den så kallade kashmiriska igenkännelseläran, enligt vilken frälsning uppnås då man lyckas "känna igen" sig själv som guden Shiva. Han skrev även flera sanskritkommentarer.